# 克什米爾語
克什米尔语是查谟和克什米尔的主要語言。根據憲法它是印度的法定語言之一。克什米尔语是屬於印歐語系印度-伊朗語族的印度-雅利安語支。語序一般為SVO，且有動詞第二順位的存在。

## 外部連結
- 克什米尔语 （页面存档备份，存于）
- 民族語：克什米尔语（页面存档备份，存于）